# خشكرود (زرنديه)
خشكرود (بالفارسية: خشکرود) هي مدينة تقع في إيران في Khoshkrud Rural District. يقدر عدد سكانها بـ 6,059 نسمة .